# Windows Mobile 6.0
A Windows Mobile 6.0 a Microsoft Windows Mobile termékcsaládjának tagja. A Mobile World Congress keretében 2007. február 12-én kiadott rendszer a Crossbow kódnevet kapta. A Windows CE 5.2-n alapuló szoftver erősen támaszkodik a Windows Live és Exchange Server 2007 szolgáltatásokra.
Támogatása 2013. június 7-én szűnt meg.

## Funkciók
A docx, xlsx és pptx formátumokat is támogató Office Mobile 6.1 mellett számos eszközre előtelepítették a OneNote-ot is. Az Outlook már támogatja a HTML-t tartalmazó e-maileket, valamint az Exchange Server telefonkönyvében is lehet keresni. Az operációs rendszer tartalmazza a .NET Compact Framework v2 Service Pack 2 és SQL Server Compact 2005 fejlesztői eszközöket.
A biztonság érdekében a teljes rendszer-újraindításkor a hitelesítési kulcsok elvesznek. A rendszer az Operating System Live Update szolgáltatáson keresztül frissíthető.
A Windows Mobile 6.0 támogatja a 320×240-es és 800×480-as képernyőfelbontásokat is.

## Kiadások
A rendszer alábbi változatait adták ki:
- Windows Mobile 6 Standard (érintőképernyős mobiltelefonokhoz, először az Orange SPV E650-en)[6]
- Windows Mobile 6 Professional (telefonálásra is alkalmas Pocket PC-eszközökhöz, először a O2 Xda Terrán)[7]
- Windows Mobile 6 Classic (telefonálásra nem alkalmas Pocket PC-eszközökhöz)

## Windows Mobile 6.1
A 2008. április 1-jén kiadott Windows Mobile 6.1 teljesítménybeli javításokat tartalmaz, valamint megváltoztatták a kezdőképernyő elrendezését.

## Fordítás
- Ez a szócikk részben vagy egészben  a   Windows Mobile 6.0 című angol Wikipédia-szócikk ezen változatának fordításán alapul.  Az eredeti cikk szerkesztőit annak laptörténete sorolja fel. Ez a jelzés csupán a megfogalmazás eredetét és a szerzői jogokat jelzi, nem szolgál a cikkben szereplő információk forrásmegjelöléseként.